# 特維爾察河
特維爾察河是俄羅斯的河流，位於特維爾州，屬於伏爾加河的左支流，河道全長188公里，流域面積6,510平方公里，河流在11月至4月結冰，河畔城鎮有托爾若克、上沃洛喬克和特維爾。